# Jeannie Longová

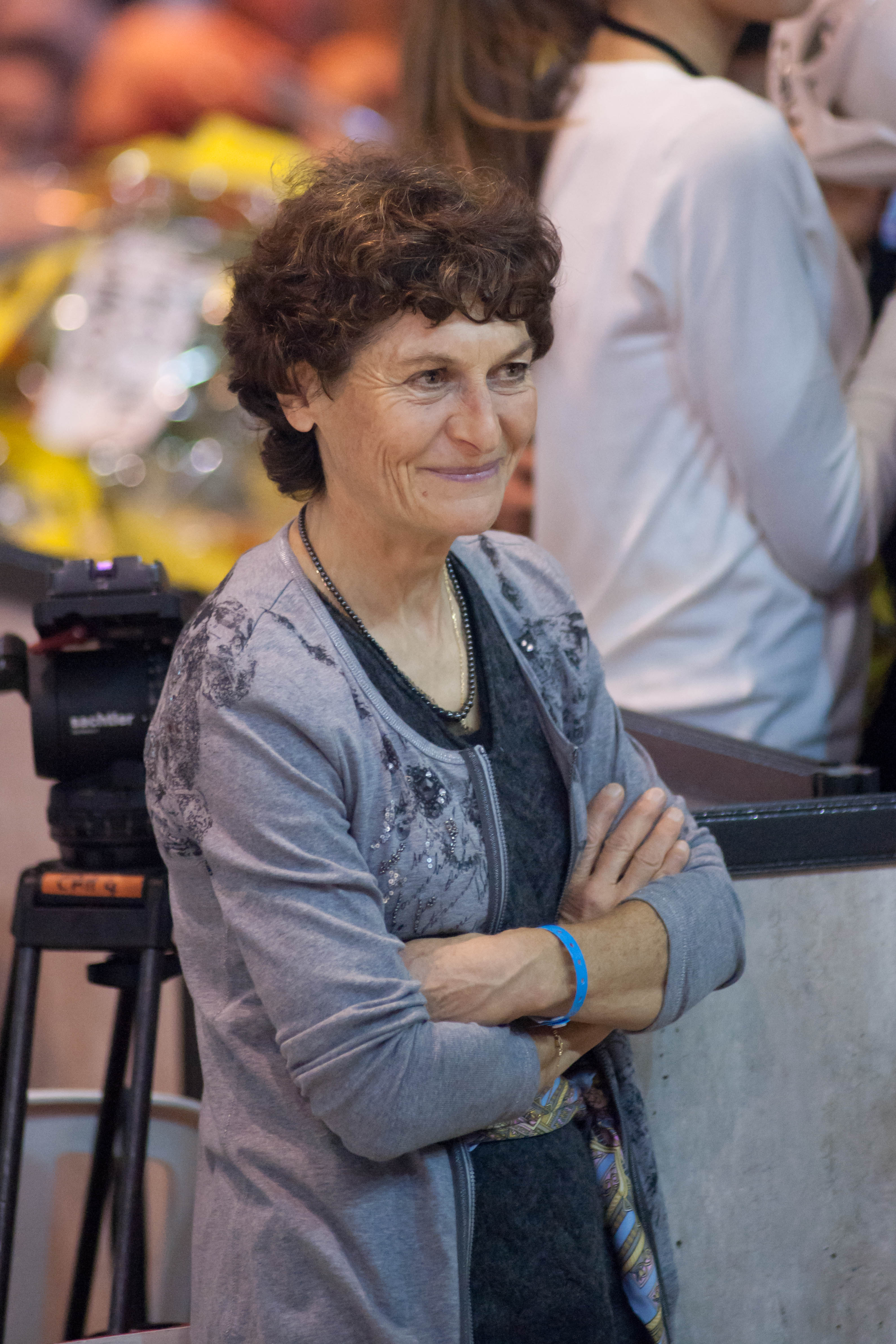
Jeannie Longová

Jeannie Longová-Ciprelliová (* 31. října 1958, Annecy) je francouzská závodnice v cyklistice. Více než třicet let patří mezi světovou špičku, startovala na sedmi olympiádách. Je třináctinásobnou mistryní světa a devětapadesátinásobnou mistryní Francie.
V mládí soutěžila v alpském lyžování, stala se třikrát francouzskou akademickou mistryní. Koncem sedmdesátých let se začala věnovat cyklistice, dařilo se jí na silnici i na dráze. V roce 1987 byla zvolena nejlepší francouzskou sportovkyní roku. Je držitelkou Řádu Čestné legie i Řádu za zásluhy.

## Úspěchy
- Olympijské hry (závod s hromadným startem): 1. místo (1996), 2. místo (1992)
- Olympijské hry (časovka): 2. místo (1996), 3. místo (2000)
- Mistrovství světa v silniční cyklistice (závod s hromadným startem): 1. místo (1985, 1986, 1987, 1989, 1995), 2. místo (1981, 1993), 3. místo (2001)
- Mistrovství světa v silniční cyklistice (časovka): 1. místo (1995, 1996, 1997, 2001), 2. místo (2000), 3. místo (1994)
- Mistrovství světa v dráhové cyklistice (stíhací závod na 3 km): 1. místo (1986, 1988, 1989), 2. místo (1984, 1985, 1987), 3. místo (1981, 1982, 1983)
- Mistrovství světa v dráhové cyklistice (bodovací závod): 1. místo (1989)
- Tour de France žen: 1. místo (1987, 1988, 1989), 31 etapových vítězství
- Tour de l'Aude: 1. místo (1988, 1993), 3. místo (1991)
- Women's Challenge: 1. místo (1991, 1999)
- Mount Evans Hill Climb: 1. místo (1998, 2008)
- Emakumeen Euskal Bira: 1. místo (1995)
- Časovka národů: 1. místo (1987, 1992, 1995, 2000, 2009, 2010)
- Mistrovství Francie v silničním závodě s hromadným startem: 15 titulů, z toho 11 v řadě (1979-1989)
- Světový rekord v hodinovce 45,094 km/h, prosinec 2000